# Osiedle Zachód (Stargard)
Osiedle Zachód – osiedle Stargardu, założone w 1974, położone w zachodniej części miasta, przy DK10. Budowę rozpoczęto w XXX rocznicę istnienia Polskiej Rzeczypospolitej Ludowej, stąd poprzednia nazwa – Os. XXX lecia PRL. Osiedle w całości składa się z cztero- i jedenastopiętrowych piętrowych budynków z wielkiej płyty, ograniczają je ulice: Szczecińska, Kościuszki, Al. Żołnierza i 9. Zaodrzańskiego Pułku Piechoty.  Na terenie osiedla w latach 1939–1945  znajdował się obóz jeniecki Stalag II D. Na osiedlu znajdują się cztery szkoły (Zespół Szkół nr 2, Policealne Szkoły w Centrum Edukacyjne Omnibus, Szkoła Podstawowa nr 11 oraz Szkołą Podstawowa nr 2 z Oddziałami Integracyjnymi), dwa przedszkola (nr 3 i 4), żłobek (nr 2) oraz Kościół Miłosierdzia Bożego.
Osiedle zostało podzielone na dwa sektory - nazwane literami A i B. Wszystkie budynki w każdym z obu sektorów zostały oznaczone numerami. Budynki otrzymały zatem numerację odpowiednio: A1, A2, A3, ... B1, B2, B3 itd. Jeżeli budynek jest blokiem mieszkalnym z wieloma klatkami schodowymi, to każda z klatek jest oznaczana kolejnymi literami alfabetu (począwszy od "a", a w przypadku dłuższych bloków - nawet do "m"). I wreszcie, w ramach klatki schodowej mieszkania są numerowane kolejnymi liczbami, począwszy od nr. 1. Stąd pełny adres zamieszkania mieszkańców tego osiedla może wyglądać następująco: os. Zachód B45/a17 (przed zmianą nazwy osiedla: os. XXX lecia PRL B45/a17). Taka adresacja do dzisiaj wywołuje konsternację wśród osób nieznających tego standardu (zdecydowana większość mieszkańców kraju) oraz problemy przy wpisywaniu do wielu systemów informatycznych.